# Giovanni Voyer
Giovanni Voyer, nome d'arte di Jean Boyer (Benicarló, 28 ottobre 1901 – Lisbona, 29 novembre 1976), è stato un tenore spagnolo.

## Biografia
Nato Jean Boyer, da genitori francesi, divenne un tenore lirico drammatico spagnolo, ma di adozione artistica italiana, dalla voce omogenea, non particolarmente estesa ma duttile. Studiò a Milano e debuttò al Teatro Sociale di Ostiglia il 24 ottobre 1927 nel ruolo di Pinkerton nell'opera Madama Butterfly. 
Nel 1930 al Teatro San Carlo di Napoli è Ariuna ne La figlia del re di Adriano Lualdi diretto dal compositore.
Nel 1932 al Teatro Comunale di Firenze è l'arcangelo Uriel ne La Creazione.
Nel 1933 è il protagonista di Lohengrin (opera) al Teatro Regio di Torino diretto da Max von Schillings con Maria Caniglia e Giuseppe Danise, al Teatro Regio di Parma ed al Teatro La Fenice di Venezia con Cesare Formichi e Ismaele in Nabucco diretto da Vittorio Gui con Gina Cigna, Ebe Stignani, Magda Olivero, Carlo Galeffi e Tancredi Pasero al Teatro alla Scala di Milano il 26 dicembre nella serata d'inaugurazione della stagione.
Fondamentale per la sua lunga carriera fu la costante presenza nei principali teatri italiani. 
Alla Scala, il tenore fu scritturato ancora nelle stagioni liriche del periodo che vanno dal 1935 al 1940. 
Alla Fenice fu presente ancora nelle stagioni dal 1939 al 1951. Al Teatro Verdi di Trieste interpretò una memorabile esecuzione nel Tannhäuser con Renata Tebaldi. L'11 novembre 1935 cantò all'inaugurazione del Teatro Comunale di Bologna, appena restaurato, nel ruolo di Pollione in Norma a fianco della Cigna, della Stignani e di Pasero, con la direzione del maestro Gino Marinuzzi. Numerose anche le sue tournée nei principali teatri di Germania, Francia e Spagna, dove riscosse significativi consensi di critica e di pubblico. Voyer diede un fondamentale contributo offerto nelle stagioni del cosiddetto "Wagner eseguito in lingua italiana", soprattutto nei ruoli di Tristano, Parsifal, Tannhäuser, Lohengrin. Il suo repertorio comprendeva un considerevole numero di ruoli, ben 140. Importante fu anche il suo impegno nelle rappresentazioni di opere poco eseguite e scritte da compositori contemporanei italiani, dove il tenore spagnolo spiccava per la bella presenza fisica e la duttilità della sua voce. Ritiratosi dalle scene nel 1953, si dedicò con passione e competenza all'insegnamento del canto ad Amsterdam e all'Aia e dal 1956 al Conservatorio di Lisbona fino al 1976.

## Repertorio principale
- Claudio Monteverdi
  - L'incoronazione di Poppea (Nerone)
  - Il ritorno d'Ulisse in patria (Ulisse)
- Ludwig van Beethoven
  - Fidelio (Florestano)
- Vincenzo Bellini
  - Norma (Pollione)
- Gaspare Spontini
  - La Vestale (Licinio)
- Gaetano Donizetti
  - Lucia di Lammermoor (Edgardo)
- Georges Bizet
  - Carmen (Don José)
- Hector Berlioz
  - La dannazione di Faust (Faust)
- Carl Maria von Weber
  - Il franco cacciatore (Ottocaro)
- Giuseppe Verdi
  - La traviata (Alfredo Germont)
  - Nabucco (Ismaele)
  - Il trovatore (Manrico)
- Giacomo Puccini
  - Madama Butterfly (Pinkerton)
  - La bohème (Rodolfo)
- Umberto Giordano
  - Andrea Chénier (Andrea Chénier)
- Francesco Cilea
  - Adriana Lecouvreur (Maurizio)
- Richard Wagner
  - Tristano e Isotta (Tristano)
  - Parsifal (Parsifal)
  - Tannhäuser (Tannhäuser)
  - Lohengrin (Lohengrin)
  - I maestri cantori di Norimberga (Kunz)
  - La Valchiria (Sigismondo)
  - Sigfrido (Sigfrido)
- Modest Petrovič Musorgskij
  - Boris Godunov (Grigori-Dimitri)
- Alfredo Catalani
  - La Wally (Giuseppe Hagenbach)
- Riccardo Zandonai
  - Francesca da Rimini (Paolo)
  - Conchita (Mateo)
- Arrigo Boito
  - Nerone (Nerone)
- Richard Strauss
  - La donna senz'ombra (Imperatore)
  - Arianna a Nasso (Bacco)
- Adriano Lualdi
  - La figlia del re (Ariuna)
- Ottorino Respighi
  - Belfagor
  - Maria Egiziaca (Marinaio)
- Ennio Porrino
  - Gli Orazi (Publio Orazio)
- Pasquale La Rotella
  - Corsaresca
- Gianfrancesco Malipiero
  - Vita è sogno (Principe)
- Ildebrando Pizzetti
  - Debora e Jaele (Re Sisera)
  - Orseolo (Rinieri Fusinier)
- Enrique Granados
  - Goyescas (Fernando)
- Lodovico Rocca
  - In terra di leggenda (Il fanciullo errante)
- Alberto Bruni Tedeschi
  - Villon (Villon)
- Giorgio Federico Ghedini
  - Re Hassan (Hussein)
- Giulio Confalonieri
  - Rosaspina (Principe)
- Mario Peragallo
  - Collina (Harold Arnett)
- Licinio Refice
  - Margherita da Cortona (Uberto)
- Primo Riccitelli
  - Madonna Oretta

## Discografia
- Umberto Giordano, Andrea Chénier, "Improvviso" – Columbia Records CQ266
- Umberto Giordano Andrea Chénier, "Come un bel dì" – Columbia Records CQ267
- Giacomo Puccini, Madama Butterfly, "Addio fiorito asil" - Columbia Records D6033
- Giuseppe Verdi, Il trovatore, "Ai nostri monti" -  Columbia Records  D6110
- Giuseppe Verdi, La traviata, "De' miei bollenti" -  Columbia Records  CQ264
- Gaetano Donizetti, La favorita, "Una vergine" - Columbia Records CQ714
- Georges Bizet, Carmen, "Il fiore" - Columbia Records D6033
- Ruggero Leoncavallo, Zazà, "Mai più Zazà" – Columbia Records 3626